# Pedicularis leptosiphon
Pedicularis leptosiphon är en snyltrotsväxtart som beskrevs av Hui Lin Li. Pedicularis leptosiphon ingår i släktet spiror, och familjen snyltrotsväxter. Inga underarter finns listade i Catalogue of Life.